# Centre de production Rai de Turin
 (décembre 2019).
Si vous disposez d'ouvrages ou d'articles de référence ou si vous connaissez des sites web de qualité traitant du thème abordé ici, merci de compléter l'article en donnant les références utiles à sa vérifiabilité et en les liant à la section « Notes et références ».
Le Centre de Production Rai de Turin (en italien Centro di produzione Rai di Torino) est l'un des quatre centres de production Rai avec Rome, Milan et Naples et l'une des 21 directions régionales du réseau Rai 3, émettant sur la région du Piémont et basée à Turin.

## Histoire
Le Centre de Production Rai de Turin est créé le 27 août 1924 lors de la naissance de Unione radiofonica italiana (URI).

## Émissions

### Émissions national
- Da noi... a ruota libera
- M
- Il posto giusto
- Ulisse - Il piacere della scoperta
- Nessun dorma
- La prima volta
- Junior Eurovision Song Contest (studio Italia) (HD)
- Bumbi (SD)
- L'albero azzurro (SD)
- La posta di YoYo (HD)
- Natale con YoYo (SD)
- Rob-O-Cod
- TGR Leonardo
- Amore criminale
- Sopravvissute

### Émissions régionales
- TGR Piemonte : toute l'actualité régionale diffusée chaque jour de 14h00 à 14h20, 19h30 à 19h55 et 00h10
- TGR Meteo : météo régionale, remplacé par Rai Meteo Regionale le 3 juin 2018
- Buongiorno Regione (en français « Bonjour Région ») : toute l'actualité régionale diffusée chaque jour du lundi au vendredi de 7h30 à 8h00 ; pas diffusé en été.